# Luis Morote y Greus

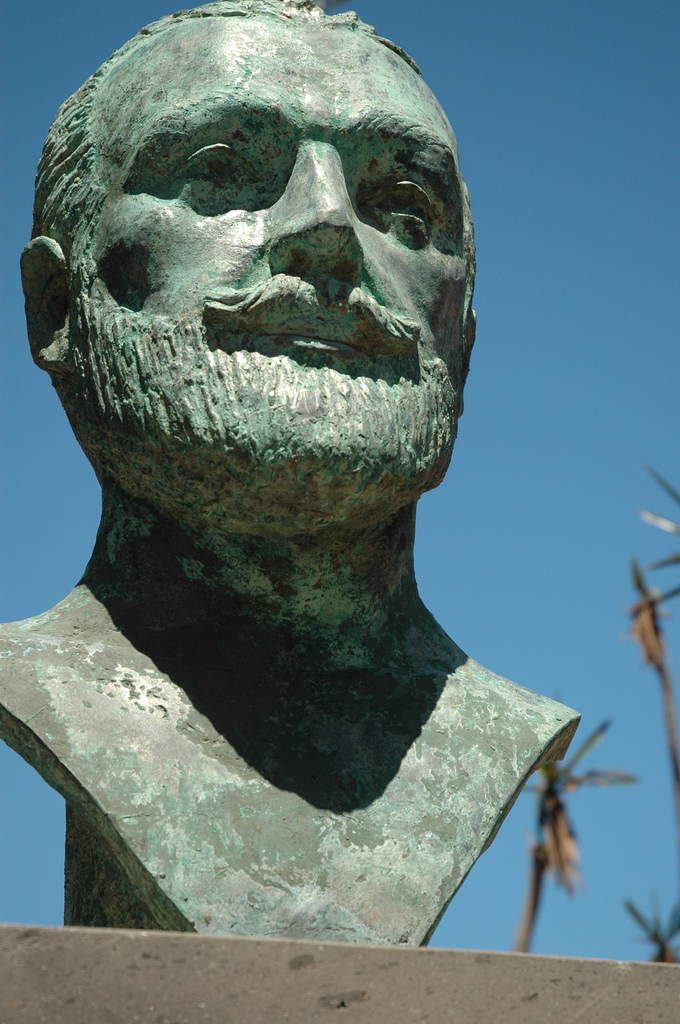
Busto de Luis Morote y Greus erigido no Paseo de Las Canteras, em Las Palmas de Gran Canaria.

Luis Morote y Greus (Valência 1864 - Madrid, 4 de Maio de 1913) foi um escritor e jornalista espanhol pertencente ao movimento do Regeneracionismo.